# إراسموس داروين
إراسموس داروين (بالإنجليزية: Erasmus Darwin)‏ (بالإنجليزيّة: Erasmus Darwin و.12 ديسمبر، 1731 - ت. 18 إبريل، 1802) كان فيزيائيًا إنجليزيًا، فيزيولوجيًا، فيلسوفًا طبيعيّاً، مخترعًا وشاعراً. تضمنت قصائده الكثير من التاريخ الطبيعي، بما فيها ذكر عن التطور وصلة القرابة بين كل أشكال الحياة. كان فرداً من عائلة داروين-ويدجوود، والتي تضمنت أحفاده تشارلز داروين وفرانسيس غالتون.

## النشأة والتعليم
ولد داروين في عام 1731 في قاعة إلستون في نوتنغهامشير بالقرب من نيوارك أون ترينت بإنجلترا، وهو الأخ الأصغر من بين سبعة أطفال للمحامي والطبيب روبرت داروين (12 أغسطس 1682-20 نوفمبر 1754)، وزوجته إليزابيث هيل (1702-1797). استُخدم اسم إراسموس من قبل عدد من أفراد أسرته، واشتق من جده إراسموس إيرل، الرقيب الأول لانجلترا في أيام حكم أوليفر كرومويل. إخوته:
- روبرت داروين (17 أكتوبر 1724-4 نوفمبر 1816).
- إليزابيث داروين (15 سبتمبر 1725-8 أبريل 1800).
- وليام ألفي داروين (3 أكتوبر 1726-7 أكتوبر 1783).
- آن داروين (12 نوفمبر 1727-3 أغسطس 1813).
- سوزانا داروين (10 أبريل 1729-29 سبتمبر 1789).
- تشارلز داروين، رئيس جامعة إيلستون (28 سبتمبر 1730-24 مايو 1805).

تلقى داروين تعليمه في مدرسة تشيسترفيلد لقواعد اللغة، بالإضافة لدراسته في وقت لاحق في كلية سانت جون في كامبريدج. حصل على تعليمه الطبي في كلية الطب بجامعة إدنبرة، ولم يُعرف إذا ما كان داروين قد حصل على درجة الدكتوراه في الطب أم لا. استقر داروين في عام 1756 في نونتغهام وعمل طبيبًا هناك، لكنه لم يحقق نجاحًا كبيرًا، ما دفعه للانتقال في العام التالي إلى ليتشفيلد في محاولة لتأسيس مسيرة ناجحة هناك. استعاد بعد أسابيع قليلة من وصوله -مستخدمًا نوعًا جديدًا من العلاج- صحة شاب بدا موته محتمًا. كفل هذا نجاحه في مكانه الجديد. حقق داروين مسيرة طبية ناجحة للغاية ولأكثر من خمسين عامًا في ميدلاندز. دعاه جورج الثالث لأن يكون الطبيب الملكي، ولكن داروين رفض. كتب داروين الشعر التربوي في ليتشفيلد، بالإضافة لتطويره نظام التطور الخاص به، واخترع عدة أشياء، من بينها: آلية توجيه النقل وناسخة المخطوطات وآلة التحدّث.

## حياته الشخصية
تزوج داروين مرتين وحظي بـ14 طفلًا، بما في ذلك ابنتين غير شرعيتين أنجبها من موظفة عملت لديه، وربما ابنة غير شرعية أخرى على الأقل. تزوج من ماري (بولي) هوارد (1740-1770) وأنجبا أربعة أبناء وابنة واحدة، توفي اثنان منهم (ابن وابنة) أثناء طفولتهما:
- تشارلز داروين (1758-1778).
- إراسموس داروين الثاني (1759-1799).
- إليزابيث داروين (1763 ، عاشت 4 أشهر قبل وفاتها).
- روبرت وارينغ داروين (1766-1848)، والد عالم الطبيعة تشارلز داروين.
- وليام ألفي داروين (1767 ، عاش 19 يومًا فقط قبل وفاته).

توفيت السيدة داروين الأولى في عام 1770. عُينت المربية ماري باركر من أجل رعاية ابنه روبرت، وبحلول أواخر عام 1771، كان صاحب العمل والموظفة قد انخرطا بشكل وثيق وأنجبا ابنتين غير شرعيتين:
- سوزانا باركر (1772-1856).
- ماري باركر جونيور (1774-1859).

قامت سوزانا وماري جونيور في وقت لاحق بإنشاء مدرسة داخلية للبنات. تزوجت ماري ريال (المربية) في عام 1782، من جوزيف داي (1745-1811)، وهو تاجر من برمنغهام وانتقلا بعيدًا.
ربما يكون داروين قد حظي بطفل آخر، ولكن هذه المرة من امرأة متزوجة، إذ أنجبت لوسي سويفت عام 1771  طفلةً، تُدعى أيضًا لوسي، والتي كان معمدة لأمها ووليام سويفت، ولكن هناك سبب للاعتقاد بأن الأب الحقيقي لها كان داروين. تزوجت لوسي جونيور من جون هاردكاسل في ديربي عام 1792 وتزوجت ابنتهما ماري من الطبيب فرانسيس بوت.
التقى داروين بإليزابيث بول في عام 1775، ابنة تشارلز كولير، إيرل بورتمور الثاني، وزوجة العقيد إدوارد بول (1718-1780)، ولم يتمكن داروين -بسبب كونها متزوجة- من التعبير عن مشاعره إلا من خلال الشعر. تزوج داروين من إليزابيث بعد وفاة إدوارد بول وانتقل إلى مسكنها في قاعة رادبورن والواقعة على بعد أربعة أميال (6 كم) غرب ديربي. تعرف هذه القاعة والقرية باسم رادبورن. انتقلا بعد ذلك في 1782 إلى فول ستريت في ديربي. أنجبا أربعة أبناء، توفي أحدهم في طفولته، وثلاث بنات:
- إدوارد داروين (1782-1829).
- فرانسيس آن فيوليتا داروين (1783-1874)، والدة فرانسيس غالتون. تزوجت من صامويل ترتيوس غالتون.
- إيما جورجينا إليزابيث داروين (1784-1818).
- السير فرانسيس ساشفيريل داروين (1786-1859).
- جون داروين (1787-1818).
- هنري داروين (1789-1790) (توفي في طفولته).
- هارييت داروين (1790-1825)، التي تزوجت من الأدميرال توماس جيمس مالينجي.

وصف المظهر الشخصي لداروين بتفاصيل غير مغرية في مذكراته عن السيرة الذاتية، التي طبعتها المجلة الشهرية في عام 1802. كُتب في وصف داروين «كان ذو مكانة متوسطة، كان شخصًا جسيمًا وذكيًا وخشن الملامح، كان وجهه ثقيلًا، إذ لم يخلُ تمامًا من الحيوية، إنما بالتأكيد لم يكن معبرًا بأي شكل من الأشكال، كانت طباعه -من لوحة السيد رايت- تشبهه جيدًا، فقد كان يرتدي ملابسًا غير متقنة الصنع، وكان يسير كثيرًا ولسانه خارج فمه».

## وفاته
توفي داروين فجأة في 18 أبريل 1802، بعد أسابيع من انتقاله إلى بريسال بريوري، شمال ديربي. ذكرت المجلة الشهرية لعام 1802 في مذكراتها عن السيرة الذاتية للدكتور الراحل داروين: «تعرض الدكتور داروين خلال السنوات القليلة الماضية لالتهابات في صدره ورئتيه، بالإضافة لتعرضه لنوبة شديدة من هذا المرض في الربيع الماضي، والذي شفي منه بصعوبة بعد نزوف متكررة».
تستمر مذكرات السيرة الذاتية لـ «داروين» في تفسيراتها بشكل مختلف إذ فسرت أن الحمى الالتهابية التي أصباته كانت ناجمة عن البرد. اعتبر الدكتور فوكس من ديربي أن المرض الذي تسبب في وفاته هو الذبحة الصدرية، بينما اعتقد الدكتور غارليك، من نفس المكان، أن هذا الرأي لم يقم على أساس منطقي كافي، فبغض النظر عن المرض، من المحتمل -بالتأكيد- أن تكون الشدة العاطفية التي حدثت في الصباح قد سرعت الحدث المميت.
دفن جثمانه في كنيسة جميع القديسين في بريدسول.
تُحيى ذكرى إراسموس داروين في أحد أحجار القمر، وهي سلسلة من المعالم الأثرية في برمنغهام.

## كتاباته

### الأعمال النباتية وجمعية ليتشفيلد النباتية
شكّل داروين جمعية نباتية في ليتشفيلد، والتي سميت دائمًا بشكل غير صحيح باسم «جمعية ليتشفيلد النباتية» (وهي تضم ثلاثة رجال فقط (بالرغم من الاسم) وهم إراسموس داروين والسير بروك بوثبي والسيد جون جاكسون، بروكتور كاتدرائية ليتشفيلد) من أجل ترجمة أعمال عالم النبات السويدي كارل لينيوس من اللاتينية إلى الإنجليزية. استغرق الأمر سبع سنوات. وكانت النتيجة إصدارين: نظام الخضروات بين عامي 1783 و 1785، وعائلات النباتات في عام 1787. صاغ داروين في هذه المجلدات العديد من الأسماء الإنجليزية للنباتات التي نستخدمها اليوم.
كتب داروين بعد ذلك كتاب «حب النباتات»، وهي قصيدة طويلة كانت بمثابة عرض شعبي لأعمال لينيوس. كتب داروين أيضًا كتاب «الاقتصاد النباتي» و«الحديقة النباتية»، ونشر الاثنين معًا. كانت آنا سيوارد وماريا جاكسون من بين بعض الكتاب الذين تأثر داروين بهم.

### زونوميا
تعتبر زونوميا (1794-1796) أهم أعمال داروين العلمية، تحتوي على نظام لعلم الأمراض وفصل عن «الجيل» والذي توقع به بعض آراء جان بابتيست لامارك، التي تحدثت عن نظرية التطور الحديثة. قُرئت أعمال إراسموس داروين والتعليق عليها من قبل حفيده عالم الطبيعة تشارلز داروين. اعتمد إراسموس داروين نظرياته بناءً على نظرية ديفيد هارتلي النفسية للجمعيات. يرد جوهر آرائه في المقطع التالي، والذي يتابعه مع الاستنتاج بأن نفس النوع من الكائنات الحية كان ولا يزال سبب كل الحياة العضوية:
«هل سيكون من الجريء تخيل ذلك، طوال هذا الوقت الكثير، منذ أن بدأت الأرض في الوجود، وربما ملايين الأعمار قبل بدء تاريخ البشرية، هل سيكون من الجريء تخيل أن جميع الحيوانات ذوات الدم الحار نشأت من فصيلة حية واحدة، انتهى بها السبب الأول الكبير، مع إمكانية الحصول على فصائل جديدة، وحضورها بميول جديدة، موجهة بين التهيج والأحاسيس والإرادة والجمعيات، وبالتالي امتلاك القدرات لمواصلة التحسن من خلال نشاطها الأصيل، وتقديم هذه التحسينات من جيل إلى آخر، عالم بلا نهاية!».
توقع إراسموس داروين أيضًا البقاء للأصلح في زونوميا بشكل رئيسي عند الكتابة عن «النقاط الثلاث الكبرى للرغبة» لكل كائن حي: الشهوة والجوع والأمن. توجد في زونوميا رؤية مشابهة لـ «البقاء للأصلح» وهي وجهة نظر إراسموس حول كيفية انتشار «نوع» ما. فكرة إراسموس أن «الحيوان الأقوى والأكثر نشاطًا يجب أن ينشر الأنواع، والتي ينبغي أن تتحسن». وهذا ما يسمى اليوم نظرية البقاء للأصلح. افترض حفيده تشارلز داروين، والذي كان أقل شبقًا، لا يُعرف أنه أنجب أطفالًا غير شرعيين، أو أطفالًا لم يخطط الأبوان لهم، واعترف به ورفعه، نظرية مختلفة وأكثر اكتمالًا حول الانتقاء الطبيعي. كانت نظرية تشارلز أن الانتقاء الطبيعي هو وراثة الخصائص الجينية المتغيرة والتي هي عبارة عن تكيفات أفضل مع البيئة، لا تستند هذه بالضرورة إلى «القوة» أو «النشاط»، والتي يمكن أن تؤدي في حد ذاتها إلى الاكتظاظ السكاني المفرط الذي يؤدي إلى الانتقاء الطبيعي الذي ينتج عنه غير مورثين للصفات الجينية.

## روابط خارجية
- إراسموس داروين على موقع الموسوعة البريطانية (الإنجليزية)
- إراسموس داروين على موقع إن إن دي بي (الإنجليزية)